# Neosophia elongata
Neosophia elongata är en tvåvingeart som beskrevs av Guimaraes 1982. Neosophia elongata ingår i släktet Neosophia och familjen parasitflugor. Inga underarter finns listade i Catalogue of Life.